# Stony Brook Seawolves
Stony Brook Seawolves – nazwa drużyn sportowych Stony Brook University w Brookhaven, biorących udział w akademickich rozgrywkach w America East Conference, Colonial Athletic Association (futbol amerykański) oraz Missouri Valley Conference (tenis mężczyzn) organizowanych przez National Collegiate Athletic Association. 

## Sekcje sportowe uczelni

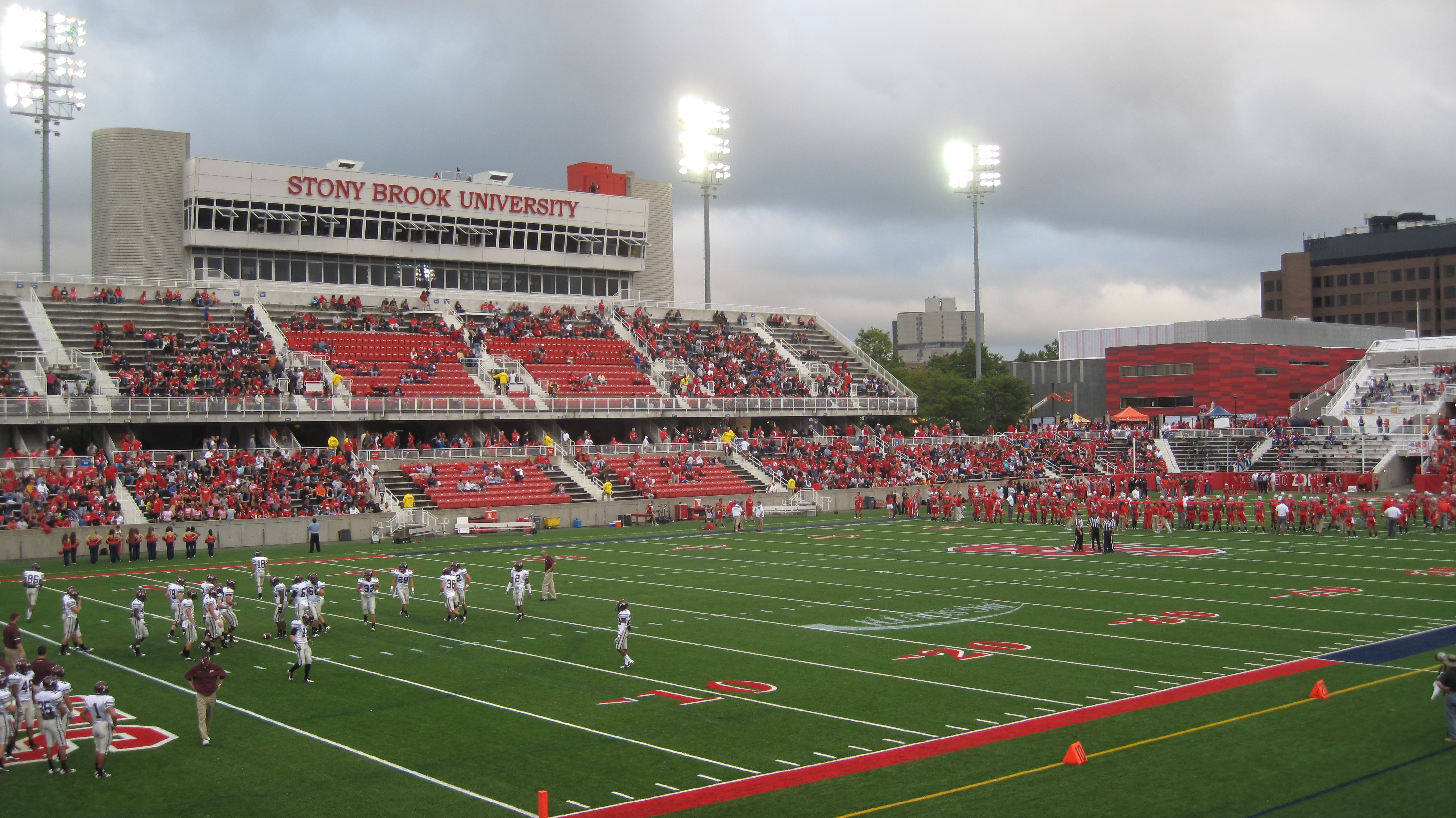
Kenneth P. LaValle Stadium.

| Mężczyźni - baseball - bieg przełajowy - futbol amerykański - koszykówka - lacrosse - lekkoatletyka - piłka nożna - pływanie - tenis | Kobiety - bieg przełajowy - koszykówka - lacrosse - lekkoatletyka - piłka nożna - pływanie - siatkówka - softball - tenis |

## Obiekty sportowe
- Kenneth P. LaValle Stadium – stadion o pojemności 8300 miejsc, na którym odbywają się mecze futbolu amerykańskiego, piłkarskie i lacrosse[3]
- Island Federal Credit Union Arena – hala sportowa o pojemności 4000 miejsc, w której odbywają się mecze koszykówki[4]
- Pritchard Gymnasium – hala sportowa o pojemności 1700 miejsc, w której odbywają się mecze koszykówki i siatkówki[5]
- Joe Nathan Field – stadion baseballowy o pojemności 1000 miejsc[6]
- University Track – stadion lekkoatletyczny[7]* University Field – stadion softballowy o pojemności 500 miejsc[8]
- University Courts – korty tenisowe z trybuną o pojemności 200 miejsc[9]